# Abbas Sahhat
Abbas Sahhat (en azerí: Mehdizadə Abbas Əliabbas oğlu) poeta, dramaturgo, traductor, representante del romanticismo en la literatura azerbaiyana.

## Vida
Abbas Sahhat nació en Şamaxı en el seno de una familia religiosa, en 1874. Estudió medicina en Mashhad y Teherán. Tras su regreso a Şamaxı en 1901, Abbas Sahhat poco a poco abandona la medicina y empieza a dar clases en las escuelas y más tarde enseña el idioma azerí. Justo en ese momento comienza su actividad literaria. A partir de 1903 empieza a publicar en el diario Shargi-Rus (Rusia Oriental). En 1905 publicó su artículo titulado ¿Cuál debe ser la nueva poesía? y más tarde el poema El discurso poético, Oda a la Libertad, Voz del despierto. 
Abbas Sahhat, es uno de los grandes luchadores incansables del movimiento de Escuelas de nuevo método, integraba al grupo literario romántico del profesor Ali bey Huseynzada (Revista Fyuzat, años 1906-1907). Abbas Sahhat, participaba constantemente en casi todos los periódicos y revistas de Bakú. El poeta-intérprete presentaba al lector de Azerbaiyán de aquel entonces las obras de los poetas y escritores de Rusia (Lermontov, Pushkin, Krylov, Gorki, etc.), de Francia (Hugo, Sully Prudhomme, etc.) y de algunos otros de Alemania. 
En 1912 vieron la luz El saz roto compuesto con sus versos y la colección de versos El sol occidental una compilación de sus traducciones de los autores europeos. Luego apareció el poema La valentía de Ahmed y en 1916 fue publicado el poema romántico El poeta, la musa y el ciudadano. 
La lengua literaria de Abbas Sahhat fue influida por grandes poetas de Persia, como Nezamí Ganyaví, Hafiz y Sa'di. Asimismo, en el arte de Abbas Sahhat se destaca un interés especial por la poesía turca, en particular por la creación de Tofig Fikrat.
Abbas Sahhat defendió las ideas de la burguesía en Azerbaiyán; protestó rotundamente contra la renuncia a los valores islámicos y apoyó en sus obras la idea de occidentalismo general musulmán. 
Sus mejores obras fueron dedicadas a la Revolución İraní que tuvo lugar en 1908. 

## Libros
1. Beneficio de la ignorancia o la felicidad de un huérfano. Bakú: 1914
2. Saz roto. Bakú: 1912,
3. La pobreza no es un vicio (comedia en 2 actos.). Bakú: 1912,
4. Sol occidental (colección de traducciones). Bakú: 1912,
5. Pozo brotante de petróleo (comedia en 1 acto). Bakú: 1912,
6. Libro de texto para la enseñanza de la lengua azerbaiyana de tres años. Bakú: 1912.